# Akiko Josanová
Akiko Josanová (též Josano Akiko apod.; vlastním jménem Hó Šó; 7. prosince 1878 Sakai – 29. května 1942 Tokio) byla japonská básnířka, autorka asi dvaceti básnických sbírek. Je známa svou erotickou poezií, ale také jako překladatelka, která z klasické do moderní japonštiny přeložila Příběh prince Gendžiho. Byla též esejistkou, průkopnicí feminismu, pacifistkou a sociální reformátorkou. Je dodnes v Japonsku jednou z nejznámějších a nejkontroverznějších postklasických básnířek. Ve vyšším věku se ovšem politicky přeorientovala doprava a za druhé světové války svými texty podporovala japonský imperialismus.